# Maurici Mus Amézquita
Maurici Mus Amézquita (Manacor, 1961) és un botànic i professor universitari balear.
Fill de l'escriptor i director teatral Antoni Mus i López, fou professor titular d'escola universitària a la Universitat de les Illes Balears. Ha treballat com a professor associat a la Facultat de Biològiques de la Universitat de València (1992-1994) i a la Facultat de Biologia de la Universitat de les Illes Balears fins a l'any 1997 i, des d'aleshores, com a professor titular.
És membre de l'Island Plant Specialist Group, de l'Species Survival Commission de la Unió Internacional per a la Conservació de la Natura (UICN), de la Societat d'Història Natural de les Balears i del Museu Balear de Ciències Naturals de Sóller. A més ha col·laborat amb el Jardí Botànic de Sóller i el Jardí Botànic de València, i també amb la Conselleria de Medi Ambient i Mobilitat del Govern de les Illes Balears.
S'inicià com a investigador en el camp dels líquens, i després es dedicà a l'estudi de les plantes endèmiques de les illes Balears, treball que culminà amb la seva tesi doctoral Estudio de la diversificación en la flora endèmica de Baleares: aspectos taxonómicos y evolutivos (1992) i altres estudis posteriors. Entre les seves publicacions, relacionades amb les Illes Balears, destaca el llibre Flora endèmica de les Balears, en col·laboració amb Guillem Alomar Canyelles i Josep Antoni Rosselló i Picornell.
L'abreviatura "Mus" es fa servir per a indicar a Maurici Mus com a autoritat en la descripció i classificació científica de plantes.